# Al·la Grisxenkova
Al·la Grisxenkova   (Snéjinsk, 27 d'agost de 1961) és una nedadora russa, ja retirada, especialista en papallona, que va competir sota bandera de la Unió Soviètica durant la dècada de 1970.
El 1980 va prendre part en els Jocs Olímpics d'Estiu de Moscou on va disputar tres proves del programa de natació. Fent equip amb Yelena Kruglova, Elvira Vassilkova i Natàlia Strúnnikova guanyà la de bronze en els 4x100 metres estils, mentre en els 200 metres papallona fou vuitena i en els 100 metres papallona quedà eliminada en sèries.
Durant la seva carrera esportiva va disputar el Campionat d'Europa de natació de 1977 i el Campionat del Món de natació de 1978, on no va guanyar cap medalla. Sí que guanyà quatre campionats soviètics de papallona, el 1977 i 1978.